# Luigi Tezza
Luigi Tezza (Conegliano, 1º novembre 1841 – Lima, 26 settembre 1923) è stato un religioso e presbitero italiano dell'ordine dei Chierici Regolari Ministri degli Infermi, cofondatore (insieme a madre Giuseppina Vannini) della congregazione delle Figlie di San Camillo. È stato beatificato da papa Giovanni Paolo II nel 2001.

## Biografia
Nacque a Conegliano Veneto (TV), il 1º novembre 1841, da Augusto e da Caterina Nedwiedt. A quindici anni entrò come postulante nell'Ordine dei Ministri degli Infermi, a Verona, dove fu ordinato sacerdote il 21 maggio 1864. A Roma, il 17 dicembre 1891, incontrò la futura beata Giuseppina Vannini, insieme alla quale affiancò ai Camilliani una congregazione femminile, fondando la Congregazione delle Figlie di San Camillo. Il 3 maggio 1900 partì per il Perù, con il compito di riformare la comunità camilliana di Lima, dove restò per ventitré anni, dedicandosi all'assistenza dei malati e dei poveri, ricoprendo il ruolo di confessore e direttore spirituale in diverse Congregazioni religiose, e assumendo incarichi istituzionali di rilievo, diventando consigliere del Delegato Apostolico monsignor Pietro Gasparri, futuro Segretario di Stato. Morì a Lima il 26 settembre 1923.

## Culto
Fu beatificato da Papa Giovanni Paolo II il 4 novembre 2001. La memoria liturgica è il 26 settembre.